# MAD (televíziós sorozat)
A MAD egy színes és fekete-fehér, televíziós, amerikai animációs vígjátéksorozat, melyet a Warner Bros. készített, a MAD (magazin) mintájára. A MAD részei a tömegkultúrát kifigurázó, kisebb-nagyobb paródiajelenetekből tevődnek össze. Ezeket többféle animációval készítik el, mint a hagyományos rajzolás, a stop-motion és a CGI. A sorozat bemutatója az Amerikai Egyesült Államok-ban 2010. szeptember 6-án volt a Cartoon Networkön. Minden héten egy-egy 11 perces részt mutatnak be, de az ismétlések 22 percesek, két résszel. Latin-Amerikában 2012 elején mutatták be, a magyar premierje még nem ismert.
A sorozatot úgy határozták meg, mint a Robot Chicken gyermekbarát változatát.

## Cselekmény
Minden rész a MAD bemondójával kezdődik, aki közli a legújabb híreket. Aztán jön a főcím, majd egy hosszabb paródia. Általában a Cartoon Network vetélytársainak (Nickelodeon és Disney Channel) műsorait parodizálják ki, de sokszor a CN szereplőit is. Előfordulnak még amerikai hírességek is (például Lady Gaga, Justin Bieber, Zac Efron). Ezután az általában három perces szakasz után következik egy hosszabb reklámblokk (szintén paródiák) és a végén ugyancsak egy körülbelül három perces jelenet. A részek a stáblistával zárulnak.

## Epizódok

### Évadáttekintés
| Évad | Évad | Részek száma | Részek száma | Eredeti sugárzás    | Eredeti sugárzás  |
| Évad | Évad | Részek száma | Részek száma | Évadbemutató        | Évadzáró          |
| ---- | ---- | ------------ | ------------ | ------------------- | ----------------- |
|      | 1.   | 13           | 13           | 2010. szeptember 6. | 2011. június 20.  |
|      | 2.   | 13           | 13           | 2011. augusztus 22. | 2012. április 23. |
|      | 3.   | 13           | 13           | 2012. május 28.     | 2013. március 4.  |
|      | 4.   | 13           | 13           | 2013. április 1.    | 2013. december 2. |

| #             | Magyar cím                                                     | Angol cím                                                                          |
| ------------- | -------------------------------------------------------------- | ---------------------------------------------------------------------------------- |
|               |                                                                |                                                                                    |
| ELSŐ ÉVAD     |                                                                |                                                                                    |
|               |                                                                |                                                                                    |
| 01            |                                                                | Avaturd / CSiCarly                                                                 |
| 01            | Transboremores / Groan Wars                                    |                                                                                    |
|               |                                                                |                                                                                    |
| 02            |                                                                | 2012 Dalmatians / Greys in Anime                                                   |
| 02            | Star Blecch / uGlee                                            |                                                                                    |
|               |                                                                |                                                                                    |
| 03            |                                                                | Wall-E-Nator / Extreme Renovation: House Edition - Superman's Fortress of Solitude |
| 03            | Pirates of the Neverland: At Wit's End / Batman Family Feud    |                                                                                    |
|               |                                                                |                                                                                    |
| 04            |                                                                | Cliffordfield / Big Time Rushmore                                                  |
| 04            | Fantastic Megan Fox / Mad vs. Wild                             |                                                                                    |
|               |                                                                |                                                                                    |
| 05            |                                                                | I Love You, Iron Man / Ben 10 Franklin                                             |
| 05            | Class of the Titans / Zeke and Lex Luthor                      |                                                                                    |
|               |                                                                |                                                                                    |
| 06            |                                                                | S'Up / Mouse M.D.                                                                  |
| 06            | The DaGrinchy Code / Duck                                      |                                                                                    |
|               |                                                                |                                                                                    |
| 07            |                                                                | Snott Pilgrim vs. The Wonderful World of Disney / Malcolm in the Middle Earth      |
| 07            | Pokémon Park / WWER                                            |                                                                                    |
|               |                                                                |                                                                                    |
| 08            |                                                                | So You Think You Can Train Your Dragon How to Dance? / Yo Gagga Gagga              |
| 08            | The Straight A-Team / Gaming's Next Top Princess               |                                                                                    |
|               |                                                                |                                                                                    |
| 09            |                                                                | The Buzz Identity / Two and a Half-Man                                             |
| 09            | Are You Karate Kidding Me? / The Fresh Prawn of Bel-Air        |                                                                                    |
|               |                                                                |                                                                                    |
| 10            |                                                                | Hops / Naru-210                                                                    |
| 10            | Ko-Bee Movie / Law and Ogre                                    |                                                                                    |
|               |                                                                |                                                                                    |
| 11            |                                                                | Pooh Grit / Not-a-Fan-a-Montana                                                    |
| 11            | The Social Netjerk / Smallville: Turn Off the Clark            |                                                                                    |
|               |                                                                |                                                                                    |
| 12            |                                                                | Twigh School Musical / Avenger Time                                                |
| 12            | ArThor / The Big Fang Theory                                   |                                                                                    |
|               |                                                                |                                                                                    |
| 13            |                                                                | Ribbitless / The Clawfice                                                          |
| 13            | Force Code / Flammable                                         |                                                                                    |
|               |                                                                |                                                                                    |
| MÁSODIK ÉVAD  |                                                                |                                                                                    |
|               |                                                                |                                                                                    |
| 14            |                                                                | Rio-A / Thomas the Unstoppable Tank Engine                                         |
| 14            | Super 80's / Captain America's Got Talent                      |                                                                                    |
|               |                                                                |                                                                                    |
| 15            |                                                                | Kung Fu Blander / Destroy, Bob the Builder, Destroy                                |
| 15            | Pirates of the Pair of Tweens / Konan the Kardashian           |                                                                                    |
|               |                                                                |                                                                                    |
| 16            |                                                                | Fast Hive / Minute to Flynn It                                                     |
| 16            | Cowboys & Alien Force / ThunderLOLCats                         |                                                                                    |
|               |                                                                |                                                                                    |
| 17            |                                                                | Transboremores 3: Dark of the Blue Moon / The Walking Fred                         |
| 17            | X-Games: First Class / Criminal Minecraft                      |                                                                                    |
|               |                                                                |                                                                                    |
| 18            |                                                                | Kitchen Nightmare Before Christmas / How I Met Your Mummy                          |
| 18            | Dances With Wolverine / Tater Tots & Tiaras                    |                                                                                    |
|               |                                                                |                                                                                    |
| 19            |                                                                | Demise of the Planet of the Apes / The Ape-Rentice                                 |
| 19            | Money Ball Z / Green Care Bear                                 |                                                                                    |
|               |                                                                |                                                                                    |
| 20            |                                                                | Spy vs. Spy Kids / Superhero Millionaire Matchmaker                                |
| 20            | Captain Ameri-can't / My Supernatural Sweet Sixteen            |                                                                                    |
|               |                                                                |                                                                                    |
| 21            |                                                                | Frost / Undercover Claus                                                           |
| 21            | Twilight: Staking Dawn / Cookie Blue                           |                                                                                    |
|               |                                                                |                                                                                    |
| 22            |                                                                | WWE Bought a Zoo / 2 Broke Powerpuff Girls                                         |
| 22            | Dolphineas and Ferb Tale / VICTORious                          |                                                                                    |
|               |                                                                |                                                                                    |
| 23            |                                                                | My Little War Horse / Tonight Show With Jay Lion-O                                 |
| 23            | Al Pacino and the Chipmunks / That's What Superfriends Are For |                                                                                    |
|               |                                                                |                                                                                    |
| 24            |                                                                | Real Veal / Celebrity Wife Swamp                                                   |
| 24            | Garfield of Dreams / I Hate My Teenage Mutant Ninja Turtle     |                                                                                    |
|               |                                                                |                                                                                    |
| 25            |                                                                | Adventures of TaunTaun / Everyone Loves Rayman                                     |
| 25            | Potions 11 / Moves Like Jabba                                  |                                                                                    |
|               |                                                                |                                                                                    |
| 26            |                                                                | Addition Impossible / New Gill                                                     |
| 26            | Hulk Smash / iChronicle                                        |                                                                                    |
|               |                                                                |                                                                                    |
| HARMADIK ÉVAD |                                                                |                                                                                    |
|               |                                                                |                                                                                    |
| 27            |                                                                | The Iron Giant Lady / Raising a New Hope                                           |
| 27            | Yawn Carter / Franklin and Crash                               |                                                                                    |
|               |                                                                |                                                                                    |
| 28            |                                                                | Battleship vs. Titanic / Jurassic Parks and Rec                                    |
| 28            | Betty White and the Huntsman / Ancient Greek Mythbusters       |                                                                                    |
|               |                                                                |                                                                                    |
| 29            |                                                                | I Am Lorax / Modern Family Circus                                                  |
| 29            | The Blunder Games / The Poopsiden Adventure                    |                                                                                    |
|               |                                                                |                                                                                    |
| 30            |                                                                | This Means War Machine / iCharlie                                                  |
| 30            | The Mixed Martial Artist / Aquaman vs. Wild                    |                                                                                    |
|               |                                                                |                                                                                    |
| 31            |                                                                | The Blunder Games / The Poopsiden Adventure                                        |
| 31            | The Average'ers / The Legend of Dora                           |                                                                                    |
|               |                                                                |                                                                                    |

## Fordítás
- Ez a szócikk részben vagy egészben  a   Mad (TV series) című angol Wikipédia-szócikk ezen változatának fordításán alapul.  Az eredeti cikk szerkesztőit annak laptörténete sorolja fel. Ez a jelzés csupán a megfogalmazás eredetét és a szerzői jogokat jelzi, nem szolgál a cikkben szereplő információk forrásmegjelöléseként.